# Petäikköluoto (ö, lat 62,09, long 28,56)
Petäikköluoto är en ö i Finland. Den ligger i sjön Haukivesi och i kommunen Rantasalmi i den ekonomiska regionen  Nyslotts ekonomiska region  och landskapet Södra Savolax, i den sydöstra delen av landet, 280 km nordost om huvudstaden Helsingfors. Öns area är 3 hektar och dess största längd är 430 meter i öst-västlig riktning.